# Fokker S.13
De Fokker S.13 was een tweemotorig metalen laagdekker-trainingsvliegtuig van vlak na de Tweede Wereldoorlog, gebouwd door Fokker Technologies met behulp van het Nederlands instituut voor vliegtuigontwikkeling en ruimtevaart (NIV). Het toestel maakte zijn eerste vlucht in 1949.
Vliegtuigfabriek Fokker moest na de oorlog weer geheel worden opgebouwd en dacht dat er een markt was voor tweemotorige trainingstoestellen. Tijdens de testvluchten bleek het prototype goed te vliegen en er was belangstelling van de Nederlandse krijgsmacht. Maar vlak voordat er tot bestelling werd overgegaan kreeg Nederland vrijwel gratis de beschikking over een aantal Beechcraft Model 18s-toestellen in het kader van het Mutual Defense Assistance Pact-programma. 
Er was verder geen commerciële belangstelling voor de S.13 en het toestel werd in 1953 overgedragen aan de NIV. Fokker heeft het vliegtuig nog een tijdje op vliegveld Valkenburg operationeel gehouden in militaire kleuren. Vanuit Valkenburg heeft het nog dienst gedaan als verkenningsvliegtuig. Tevens is het toestel nog actief geweest tijdens de watersnood van 1953. In 1961 is het vliegtuig gedoneerd aan de Faculteit Luchtvaart- en Ruimtevaarttechniek te Delft, waar het vliegtuig in de loop der tijd is ontmanteld. 
Delen van het vliegtuig waren in het bezit van het Luchtvaart- & Oorlogsmuseum Texel (cockpit) en het Aviodrome (staart).
De cockpit in originele staat is inmiddels overgenomen (2020) en staat in een privécollectie te Alphen aan den Rijn.